# NELO
NELOとはカヌーを制作しているポルトガルの会社。フラットウォーターからシーカヤックまで手掛けている。ポルトガル人の元漕ぎ手であるマヌエル・ラモスが創業。

## カヌースプリント
艇の種類にはFK・FW・モスキート・スコーピオン・ヴァンキッシュ・ヴァンキッシュII・ヴァンキッシュIII・クアトロ・シンコ・six・7(カヤック)・8(カナディアン
)がある。
2017年の7と8が現在の最新型である。